# Kuschelydrus phreaticus
Kuschelydrus phreaticus är en skalbaggsart som beskrevs av Ron Garth Ordish 1976. Kuschelydrus phreaticus ingår i släktet Kuschelydrus och familjen dykare. Inga underarter finns listade i Catalogue of Life.